# Park Hyung-sik
Park Hyung-sik (박형식?, Bak Hyeong-sikLR; Yongin, 16 novembre 1991) è un cantante e attore sudcoreano, membro del gruppo musicale ZE:A e del suo sottogruppo ZE:A Five.

## Biografia
È il minore di due figli: ha infatti un fratello, Park Min-sik; suo padre è un dirigente d'azienda. Dopo essersi diplomato alla scuola superiore Singal di Yongin, si iscrive alla Digital Seoul Culture Arts University.
Park Hyung-sik viene notato da un talent scout alle scuole medie e, dopo aver superato un provino, inizia a ricevere l'educazione per diventare un idol. Prima di debuttare negli ZE:A, nel 2009 appare nel video musicale del brano "Date" delle Jewelry S. Nel 2010, esordisce come modello durante la settimana della moda di Seul e inizia una carriera di attore sul piccolo schermo, apparendo in vari drama in ruoli minori, per esempio in Babo-eomma (Dummy Mommy). Nel 2012 partecipa al variety show The Romantic & Idol con Ji-hyun delle 4Minute, mentre l'anno dopo entra nel cast di un altro show, Jinjja sana-i (Real Men). Nel 2015, partecipa al varietà Jeong-geur-ui beopchik (Law of the Jungle) per lo speciale sull'Indocina, e ottiene il primo ruolo da protagonista nel drama Sangnyusahoe.
Nel 2022 è protagonista della serie televisiva Soundtrack No. 1, scritta da Ahn Sae-bom e distribuita sulla piattaforma streaming Disney+

## Discografia
Per le opere con gli ZE:A, vedasi Discografia degli ZE:A.
- 2015 – "You Are My Love" (Sangnyusahoe OST)

## Doppiatori italiani
Nelle versioni in italiano dei suoi film, Park Hyung-sik è stato doppiato da:
- Alberto Franco in Soundtrack #1

## Filmografia

### Cinema
- Justin e i cavalieri valorosi (Justin and the Knights of Valour), regia di Manuel Sicilia (2013) – voce nel doppiaggio coreano

### Televisione
- Geomsa princess (검사 프린세스) – serie TV, episodio 2 (2010)
- Gyeolhonhaejuse-yo (결혼해주세요) – serie TV, episodio 18 (2010)
- Gloria (글로리아) – serie TV, episodi 11-14 (2010)
- Neol gi-eokhae (널 기억해) – serie TV (2012)
- Babo-eomma (바보엄마) – serie TV (2012)
- Neongkuljjae gulleo-on dangsin (넝쿨째 굴러온 당신) – serie TV, episodio 39 (2012)
- Sirius (시리우스) – miniserie TV, 4 puntate (2013)
- Nine - Ahop beon-ui sigan-yeohaeng (나인: 아홉 번의 시간여행) – serie TV (2013)
- Sangsokjadeul (상속자들) – serie TV, 20 episodi (2013)
- Gajokkkiri wae irae (가족끼리 왜 이래) – serie TV, 50 episodi (2014)
- Chiljeonpalgi Goo Hae-ra (칠전팔기 구해라) – serie TV (2015)
- Sangnyusahoe (상류사회) – serie TV (2015)
- Geunyeoneun yeppeotda (그녀는 예뻤다) – serie TV, episodio 9 (2015)
- Hwarang (화랑) - serie TV (2016-2017)
- Himssen-yeoja Do Bong-soon (힘쎈여자 도봉순) – serie TV (2017)
- Suits (슈츠) – serie TV (2018)
- Happiness – serie TV (2021)
- Soundtrack No. 1 – serie TV, 4 episodi (2022)
- Cheongchun woldam – serie TV (2023)
- Doctor Slump (닥터슬럼프) – serie TV (2024)

## Teatro
- Neukdae-ui yuhok (늑대의 유혹, 2011)[12]
- Gwanghwamun Love Song (2013)
- Bonnie & Clyde (2013)
- I tre moschettieri (2013-2014)

## Videografia
Oltre che nei videoclip degli ZE:A, Park Hyung-sik è apparso anche nei seguenti video musicali:
- 2009 – "Date" delle Jewelry S
- 2013 – "Hot&Cold" delle Jewelry
- 2015 – "Someday" dei V.O.S

## Riconoscimenti
| Anno | Premio                                      | Categoria                                      | Opera nominata      | Risultato       |
| ---- | ------------------------------------------- | ---------------------------------------------- | ------------------- | --------------- |
| 2013 | MBC Entertainment Awards                    | Miglior esordiente uomo in un variety show     | Jinjja sana-i       | Vincitore/trice |
| 2014 | Baeksang Arts Awards                        | Attore più popolare (TV)                       | Sangsokjadeul       | Candidato/a     |
| 2014 | APAN Star Awards                            | Miglior nuovo attore                           | Gajokkkiri wae irae | Candidato/a     |
| 2014 | MBC Entertainment Awards                    | Premio all'eccellenza in un varietà (uomini)   | Jinjja sana-i       | Candidato/a     |
| 2014 | KBS Drama Awards                            | Miglior nuovo attore                           | Gajokkkiri wae irae | Vincitore/trice |
| 2014 | KBS Drama Awards                            | Miglior coppia con Nam Ji-hyeon                | Gajokkkiri wae irae | Vincitore/trice |
| 2015 | Baeksang Arts Awards                        | Miglior nuovo attore (TV)                      | Gajokkkiri wae irae | Candidato/a     |
| 2015 | Baeksang Arts Awards                        | Attore più popolare (TV)                       | Gajokkkiri wae irae | Candidato/a     |
| 2015 | A-Awards (Arena Homme + e Mont Blanc Korea) | Premio Mont Blanc Homme contemporaneo          |                     | Vincitore/trice |
| 2015 | SBS Drama Awards                            | Premio all'eccellenza, attore in una miniserie | Sangnyusahoe        | Vincitore/trice |
| 2015 | SBS Drama Awards                            | Miglior coppia con Lim Ji-yeon                 | Sangnyusahoe        | Candidato/a     |
| 2015 | SBS Drama Awards                            | Premio nuova stella                            |                     | Vincitore/trice |